# Mylomys
Mylomys és un gènere de rosegadors de la família dels múrids. Les espècies d'aquest grup són oriündes de l'Àfrica subsahariana, on viuen a altituds de fins a 2.400 msnm. Tenen una llargada de cap a gropa de 12–19 cm, la cua de 10–18 cm i un pes de 50–190 g. El seu pèl, que és relativament llarg, és gris groguenc al dors i beix blanquinós al ventre.